# Сухая Дёма
Сухая Дёма — река в России, протекает в Шарлыкском районе Оренбургской области. Устье реки находится в 509 км по левому берегу реки Дёмы. Длина реки составляет 12 км.

## Данные водного реестра
По данным государственного водного реестра России относится к Камскому бассейновому округу, водохозяйственный участок реки — Дёмы от истока до водомерного поста у деревни Бочкарёвка, речной подбассейн реки — Белая. Речной бассейн реки — Кама.
Код объекта в государственном водном реестре — 10010201312111100024144.